# Thomas Carlyle (advocaat)
Thomas Carlyle (Dumfries (Schotland), 17 juni 1803 - 28 januari 1855) was advocaat in Schotland en apostel in de Katholiek Apostolische Kerk.
Hij werd geboren in King's Grange bij Dumfries (Schotland). Na zijn rechtenstudie aan de universiteit van Edinburgh werd hij in 1824 als advocaat toegelaten tot de ‘Scottish Bar’. In oktober 1824 kreeg hij de titel "Baron Carlyle van Torthorwald".
Vanaf 1830 kwam hij wegens een rechtszaak binnen de Schotse presbyteriaanse Kerk in aanraking met de opwekkingsbeweging rond Edward Irving. Hij was zelf lid van de Presbyteriaanse Kerk in Edinburgh. De dominee van die gemeente, Walter Tait, werd in 1833 van zijn ambt ontheven, waarna de eerste Katholiek Apostolische Gemeente in Schotland gesticht werd. Eveneens in 1833 werd Thomas Carlyle door Irving als een van de zevendiakenen in zijn gemeente aangesteld. Korte tijd later diende hij als evangelist en oudste-helper in de gemeente  Edinburgh. Op 1 mei 1835 werd hij ten huize van Tait door de profeet Taplin als apostel geroepen.
In 1836 werd hem de stam Issaschar (Noord-Duitsland) als werkgebied toegewezen. In 1852 nam hij van apostel Tudor de verantwoordelijkheid voor Polen over en vanaf 1854 arbeidde hij ook in Noorwegen en Zweden.
Carlyle stierf op 28 januari 1855 (twee dagen na apostel MacKenzie, die als eerste van de reeks Britse apostelen stierf). Hun dood was reden voor het apostolaat om te verklaren dat zij zich hadden vergist, want tot dat moment leefde men in de verwachting dat het voltallige apostolaat de wederkomst van Christus zou meemaken.